# Joe Jenkins (Filmreihe)
Joe Jenkins war eine Krimi-Serie des Produzenten Joe May. Regie führten Siegfried Philippi, Einar Zangenberg, Walter Schmidthässler, Valy Arnheim, Bruno Ziener sowie einige nicht weiter namentlich bekannte Regisseure. Joe Jenkins wurde von Léon Rains, Valy Arnheim, Kurt Brenkendorf und einem unbekannten Schauspieler dargestellt.
Paul Rosenhayn, der Erschaffer der Figur Joe Jenkins, orientierte sich lose am Vorbild des Sherlock Holmes (ähnlich wie Stuart Webbs). Jenkins, der aus den USA stammte, war ähnlich scharfsinnig, aber wesentlich tatkräftiger. Die Kriminalfilme waren bis zum April 1917 (Kriegseintritt der USA im Ersten Weltkrieg) sehr beliebt und nach 1918 erneut.

## Filme
| Jahr | Seriennummer | Titel                             | Regisseur             | Darsteller       |
| ---- | ------------ | --------------------------------- | --------------------- | ---------------- |
| 1917 | II.          | Die Harvard-Prämie                | Siegfried Philippi    | Léon Rains       |
| 1917 | –            | Die Botschaft des Jean Battista   | Siegfried Philippi    | Léon Rains       |
| 1917 | II.          | Die Reise ins Jenseits            | Einar Zangenberg      | unbekannt        |
| 1917 | –            | Der Mann mit den vier Füssen      | Walter Schmidthässler | Valy Arnheim     |
| 1918 | I.           | Die schlafende Maschine           | Valy Arnheim          | Kurt Brenkendorf |
| 1918 | III./II.     | Der schweigende Gast              | –                     | Kurt Brenkendorf |
| 1918 | III.         | Sirocco                           | –                     | Kurt Brenkendorf |
| 1918 | –            | Die schwarze Kugel                | Walter Schmidthässler | Léon Rains       |
| 1918 | –            | Der Star der grossen Oper         | Walter Schmidthässler | Léon Rains       |
| 1919 | V.           | Das Spitzentaschentuch            | –                     | Kurt Brenkendorf |
| 1919 | IV.          | Die Tiara                         | –                     | Kurt Brenkendorf |
| 1920 | I.           | Der Mitternachtsbesuch            | Adolf Gärtner         | Kurt Brenkendorf |
| 1920 | II.          | Der Funkenruf der Riobamba        | Adolf Gärtner         | Kurt Brenkendorf |
| 1920 | III.         | Der Pokal der Fürstin             | Bruno Ziener          | Kurt Brenkendorf |
| 1920 | IV.          | Das Geheimnis der goldenen Kapsel | Bruno Ziener          | Kurt Brenkendorf |